# Nusawiru Airport
Nusawiru Airport (indonesiska: Bandara Nusawiru) är en flygplats i Indonesien.   Den ligger i provinsen Jawa Barat, i den västra delen av landet, 250 km sydost om huvudstaden Jakarta. Nusawiru Airport ligger 5 meter över havet.
Terrängen runt Nusawiru Airport är platt. Havet är nära Nusawiru Airport åt sydost.